# Fotogrammi d'argento al miglior attore televisivo
I Fotogrammi d'argento al miglior attore televisivo (Fotogramas de Plata al mejor actor de televisión) è un premio annuale assegnato dalla rivista spagnola Fotogramas.

## Vincitori

### Anni 1990
- 1991: Antonio Resines - Eva y Adán, agencia matrimonial
- 1992: Juan Echanove - Las chicas de hoy en día
- 1993: Fernando Rey - El Quijote
- 1994: Francisco Rabal - Una gloria nacional e Truhanes
- 1995: Juanjo Puigcorbé - Villarriba y Villabajo
- 1996: Carmelo Gómez - La Regenta
- 1997: Juan Luis Galiardo - Turno de oficio 2: diez años después
- 1998: Imanol Arias - Querido maestro
- 1999: José Coronado - Periodistas

### Anni 2000
- 2000: Javier Cámara - 7 Vidas
- 2001: Juanjo Puigcorbé - Un chupete para ella e Pepe Carvalho: La serie (Pepe Carvalho)[1]
- 2002: Imanol Arias - Cuéntame cómo pasó, Dime que me quieres e Severo Ochoa: La conquista de un Nobel[2][3]
- 2003: Imanol Arias - Cuéntame cómo pasó[4]
- 2004: Antonio Resines - Los Serrano[5]
- 2005: Fernando Tejero - Aquí no hay quien viva[6]
- 2006: Paco León - Aída[7]
- 2007: Arturo Valls - Camera Café
- 2008: Paco León - Aída
- 2009: Miguel Ángel Silvestre - Sin senos no hay paraíso[8]

### Anni 2010
- 2010: Juan Diego - Los hombres de Paco[9]
- 2011: Gonzalo de Castro - Doctor Mateo[10]
- 2012: Yon González - Grand Hotel - Intrighi e passioni (Gran Hotel)[11]
- 2013: Àlex Monner - Pulseras rojas[12]
- 2014: Raúl Arévalo - Con el culo al aire
- 2015: Rodolfo Sancho - Fernando il cattolico
- 2016: Yon González - Il sospetto (Bajo sospecha)
- 2017: Nacho Fresneda - El ministerio del tiempo
- 2018: Alejo Sauras - Estoy vivo
- 2019: Javier Rey - Fariña[13]

### Anni 2020
- 2020[14]
  - Álvaro Morte - La casa di carta (La casa de papel)
  - Enric Auquer - Vida perfecta
  - Javier Cámara - Vota Juan
- 2021[15]
  - Eduard Fernández - 30 monedas
  - Álex García - Antidisturbios
  - Arón Piper - Élite
- 2022[16]
  - Javier Cámara - Venga Juan
  - Carlos González - Maricón perdido
  - Álvaro Morte - La casa di carta (La casa de papel)

- 2023
  - Juan Diego Botto - No me gusta conducir
  - Álex García - Sagrada familia
  - Manu Ríos - Élite
- 2024
  - Eduard Fernández - 30 monedas
  - Roger Casamajor - La mesías
  - Quim Gutiérrez - El cuerpo en llamas